# مراقبة تفشي الأمراض في الوقت الحقيقي
نظام مراقبة تفشي الأمراض والأمراض في الوقت الفعلي (بالإنجليزية: Real-time outbreak and disease surveillance) (RODS) هو نظام مراقبة متلازمي تم تطويره بواسطة قسم المعلوماتية الطبية الحيوية في جامعة بيتسبرغ. "وهو نموذج أولي تم تطويره في جامعة بيتسبرغ حيث يمكن دمج البيانات السريرية في الوقت الفعلي من أقسام الطوارئ داخل منطقة جغرافية لتوفير صورة فورية لأنماط الأعراض والكشف المبكر عن الأحداث الوبائية."

## النظام
يستخدم نظام مراقبة تفشي الأمراض والأمراض في الوقت الفعلي مجموعة من أدوات المراقبة المختلفة.
1. الأداة الأولى: هي متوسط متحرك مع نافذة مرحلة أولى متأرجحة مدتها 120 يوم. [التوضيح مطلوب]
2. الأداة الثانية: هي مزيج غير قياسي من CUSUM و EWMA، حيث يتم استخدام EWMA للتنبؤ بأعداد اليوم التالي، ويقوم CuSum بمراقبة المتبقي من هذه التوقعات.
3. أداة المراقبة الثالثة: هي خوارزمية المربعات الصغرى المتكررة (RLS)، والتي تناسب نموذج الانحدار التلقائي مع الأعداد وتحديث التقديرات باستمرار عن طريق تقليل خطأ التنبؤ. مخطط شيوهارت I  ثم يتم تطبيقه على المتبقيات، باستخدام عتبة 4 انحرافات معيارية.
4. الأداة الرابعة: تنفذ نهج الموجات، الذي يقوم بتحليل السلسلة الزمنية باستخدام موجات Haar، ويستخدم أقل دقة لإزالة الاتجاهات طويلة الأجل من السلسلة الخام. يتم بعد ذلك مراقبة المتبقيات باستخدام مخطط Shewhart I العادي مع عتبة 4 انحرافات معيارية.